# Antiporus femoralis
Antiporus femoralis är en skalbaggsart som först beskrevs av Karl Henrik Boheman 1858.  Antiporus femoralis ingår i släktet Antiporus och familjen dykare. Inga underarter finns listade i Catalogue of Life.

## Bildgalleri

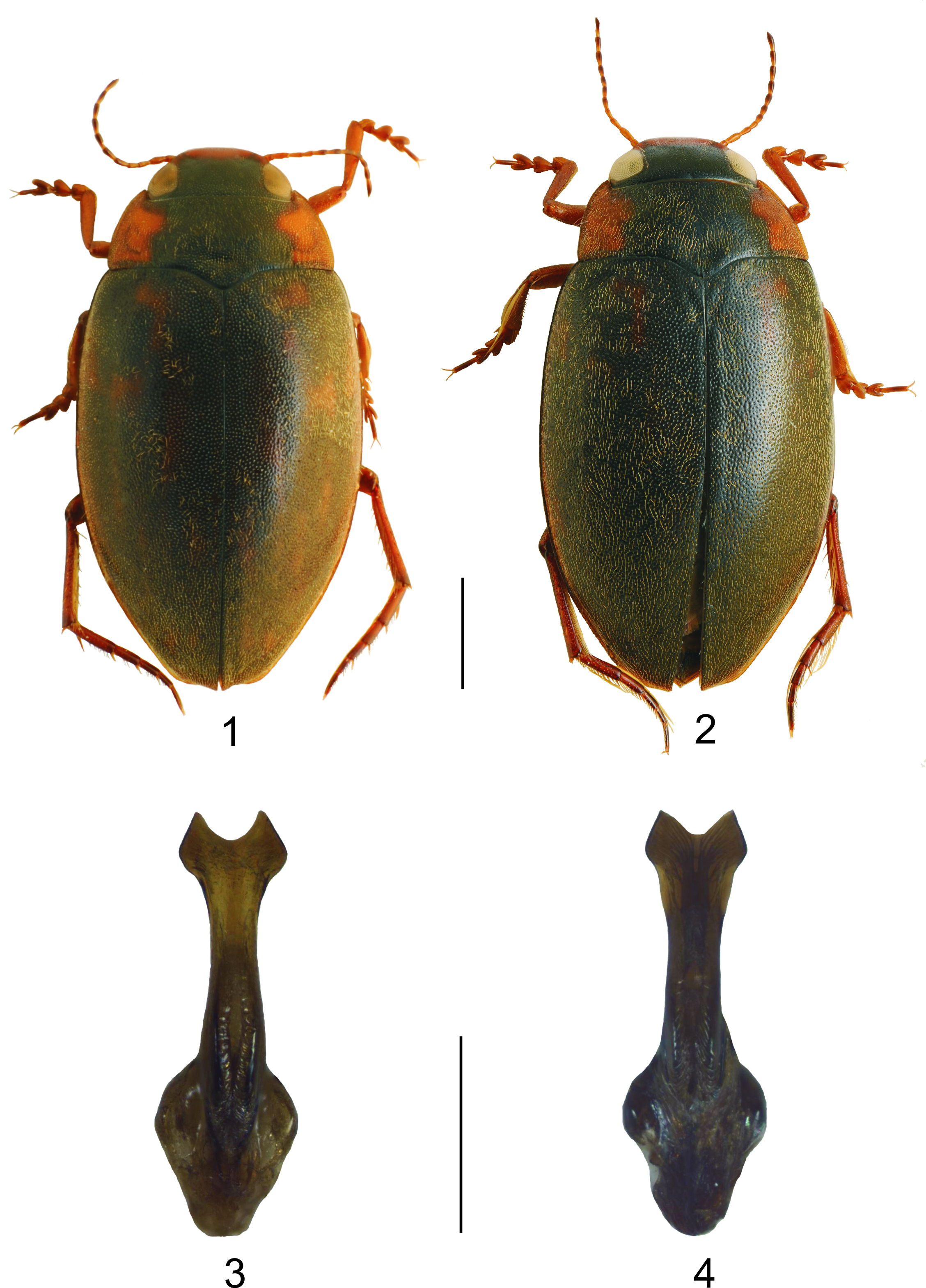